# Garris
Garris (en euskera: Garrüze) es una comuna francesa, situada en el departamento de Pirineos Atlánticos y la región de Aquitania. Pertenece al território histórico vasco-francés de Baja Navarra.

## Heráldica
En campo de plata, tres jabalís de sable, bien ordenados.

## Demografía
| Gráfica de evolución demográfica de Garris entre 1800 y 2012 |
|                                                              |

No hay datos entre 1966 y 1996 porque Garris pertenecía a la comuna de Saint-Palais
Fuentes: Ldh/EHESS/Cassini e INSEE.